# Diagramme de Williams
En combustion, le diagramme de Williams est un diagramme de classification de différents régimes de combustion turbulente dans un plan comportant le nombre de Reynolds turbulent {\displaystyle Re_{l}} comme axe des x et le nombre de Damköhler turbulent {\displaystyle Da_{l}} comme axe des y. Le diagramme est nommé d'après Forman Williams (1985). La définition des deux nombres adimensionnels est :
{\displaystyle Re_{l}={\frac {u'l}{\nu }},\quad Da_{l}={\frac {l/u'}{t_{\mathrm {ch} }}}}
où {\displaystyle u'} est la fluctuation de vitesse, {\displaystyle l} est l'échelle de longueur intégrale, {\displaystyle \nu } est la viscosité cinématique et {\displaystyle t_{\mathrm {ch} }} est l'échelle de temps de la réaction de combustion. Le nombre de Reynolds {\displaystyle Re_{\lambda }} basé sur la micro-échelle de Taylor (en) {\displaystyle \lambda =l/{\sqrt {Re_{l}}}} devient {\displaystyle Re_{\lambda }={\sqrt {Re_{l}}}}. Le nombre de Damköhler basé sur l'échelle de temps de Kolmogorov {\displaystyle t_{\eta }={\sqrt {\nu l/u^{\prime 3}}}} est donné par {\displaystyle Da_{\eta }=Da_{l}/{\sqrt {Re_{l}}}}. Le nombre de Karlovitz {\displaystyle Ka=t_{\mathrm {ch} }/t_{\eta }} est défini par {\displaystyle Ka={\sqrt {Re_{l}/Da_{l}}}}.
Le diagramme de Williams est universel dans le sens où il s'applique à la fois à la combustion prémélangée et non prémélangée. Dans la combustion supersonique et les détonations, le diagramme devient tridimensionnel en raison de l'ajout du nombre de Mach {\displaystyle Ma=u'/c} comme axe z, où {\displaystyle c} est la vitesse du son.

## Diagramme de Borghi–Peters
Dans la combustion prémélangée, un diagramme alternatif connu sous le nom de diagramme de Borghi–Peters, est également utilisé pour décrire différents régimes. Ce diagramme est nommé d'après Roland Borghi (1985) et Norbert Peters (1986),. Il utilise {\displaystyle l/\delta _{L}} comme axe des x et {\displaystyle u'/S_{L}} comme axe des y, où {\displaystyle \delta _{L}} et {\displaystyle S_{L}} sont l'épaisseur et la vitesse de la flamme prémélangée plane et laminaire. Puisque {\displaystyle \delta _{L}Pr=\nu /S_{L}}, où {\displaystyle Pr} est le nombre de Prandtl (pris égal à l'unité {\displaystyle Pr=1}) et {\displaystyle t_{\mathrm {ch} }=\delta _{L}/S_{L}} dans les flammes prémélangées, nous avons
{\displaystyle Re_{l}={\frac {u'}{S_{L}}}{\frac {l}{\delta _{L}}},\quad Da_{l}={\frac {l/\delta _{L}}{u'/S_{L}}},\quad \Rightarrow \quad {\frac {l}{\delta _{L}}}={\sqrt {Re_{l}Da_{l}}},\quad {\frac {u'}{S_{L}}}={\sqrt {\frac {Re_{l}}{Da_{l}}}}}
Le diagramme de Borghi–Peters ne peut pas être utilisé pour la combustion non prémélangée. Par ailleurs il ne convient pas aux cas rencontrés en pratique où {\displaystyle Re_{l}} et {\displaystyle Da_{l}} sont augmentés simultanément, par exemple dans le cas d'une augmentation du rayon de la buse tout en maintenant une vitesse de sortie constante.